# (9351) Neumayer
(9351) Neumayer est un astéroïde de la ceinture principale.

## Description
(9351) Neumayer est un astéroïde de la ceinture principale. Il fut découvert le 2 octobre 1991 à Tautenburg par Lutz Dieter Schmadel et Freimut Börngen. Il présente une orbite caractérisée par un demi-grand axe de 2,36 UA, une excentricité de 0,14 et une inclinaison de 2,8° par rapport à l'écliptique.

## Compléments